# Gerd Potyka

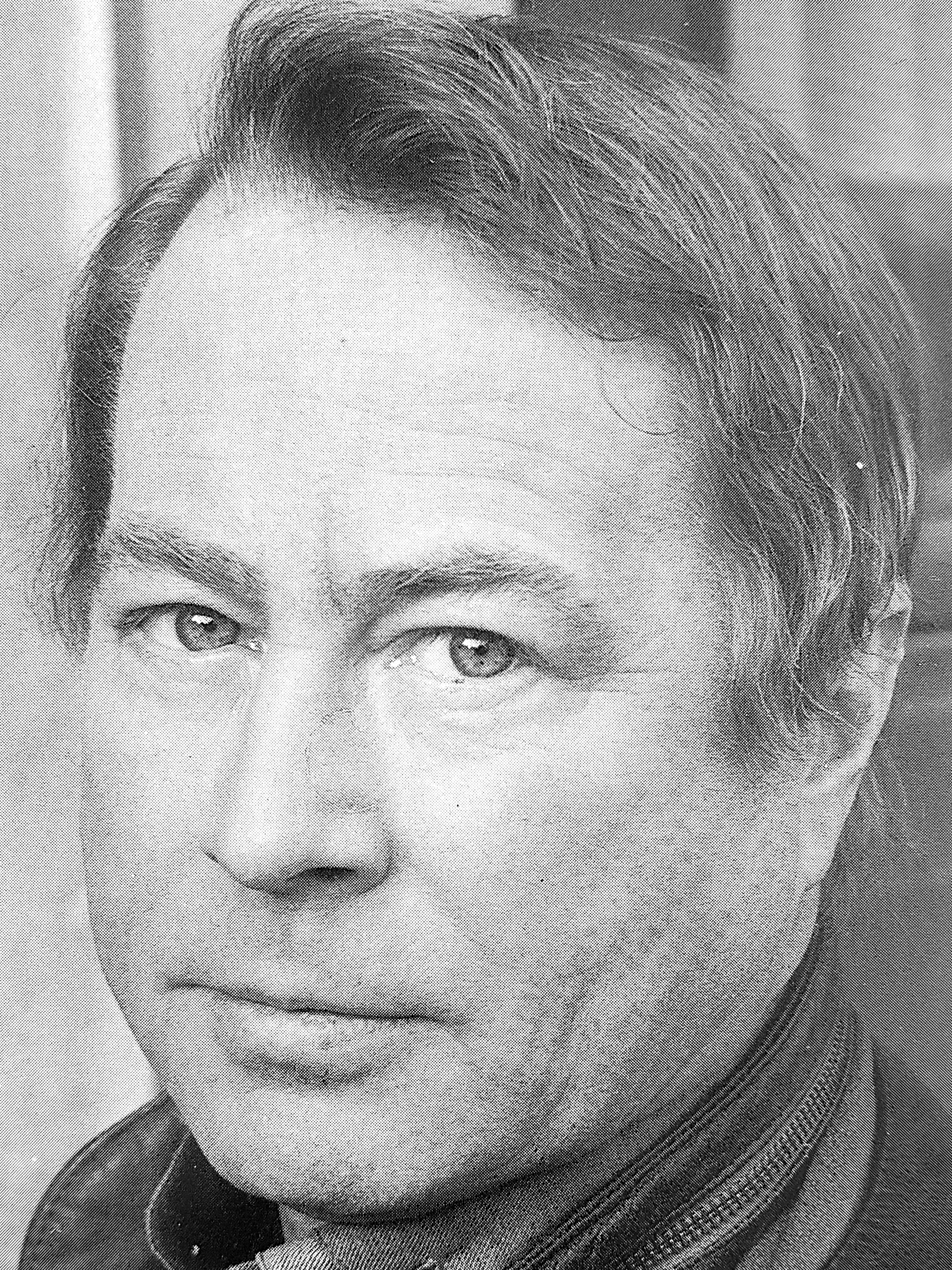
Gerd Potyka

Gerd Potyka (* 15. November 1931 in Offenbach am Main; † 10. März 2022) war ein deutscher Regisseur, Schauspieler und Drehbuchautor.

## Leben und Wirken
Gerd Potyka begann seine künstlerische Tätigkeit in den 1950er Jahren. Er gründete gemeinsam mit Dieter Hildebrandt und Sammy Drechsel das Münchner Kabarett Die Namenlosen, den Vorläufer der Münchner Lach- und Schießgesellschaft. Es folgten Theateraktivitäten als Schauspieler und als Regisseur vorwiegend in München und Salzburg.
Ab den ausgehenden 1950er Jahren stand Potyka auch regelmäßig vor der Kamera. Während seine Kinotätigkeiten rar blieben, wirkte er in einer Fülle von Fernsehfilmen mit, zu denen er gelegentlich auch das Drehbuch schrieb. Hin und wieder trat er auch als Moderator auf, seit seinem Rückzug vom Fernsehen Ende der 1970er Jahre wirkte Potyka auch als Off- und Synchronsprecher.
Zwischen 1965 und 1990 führte Potyka Regie in über 100 Theaterstücken. Zudem gab er Schauspielunterricht an der Münchner Schauspielschule Zinner Studio.
Potyka war in erster Ehe mit der Schauspielerin Viktoria Brams verheiratet. Er wurde auf dem Waldfriedhof Dachau beerdigt.

## Filmografie
als Schauspieler beim Fernsehen, wenn nicht anders angegeben
- 1958: Der große Dreh – Friedrich-Hollaender-Revue
- 1959: Akt mit Geige
- 1961: Freddy und der Millionär (Kino)
- 1963: Hasenklein kann nichts dafür (auch Drehbuch)
- 1963: Um 8 Uhr kommt Sadowski
- 1963: Kommissar Freytag (eine Folge)
- 1963: Die sanfte Tour (Serie, eine Folge)
- 1964: Hotel zur Erinnerung (auch Drehbuch)
- 1964: Der Nachtkurier meldet (durchgehende Rolle in Serie)
- 1965: Weekend im Paradies
- 1965: Das Kriminalmuseum (eine Folge)
- 1965: Liebe nicht ausgeschlossen
- 1966: Träume in der Mausefalle
- 1966: Schläft für Deutschland (Drehbuch, 42 Folgen)
- 1966: Brille und Bombe: Bei uns liegen Sie richtig! (Co-Drehbuch für Kinofilm)
- 1967: Viola
- 1967: Die Reise des Herrn Perrichon
- 1968: Das Ferienschiff (8 Folgen)
- 1969: Verratener Widerstand – Das Funkspiel der deutschen Abwehr in Holland
- 1970: Der Minister und die Ente
- 1971: Ehen vor Gericht (eine Folge)
- 1972: Scheiden auf musikalisch
- 1973: Peters Bastelstunde (Moderator)
- 1973: Gestern gelesen (eine Folge)
- 1973: Der Bastian (eine Folge)
- 1975: Die lieben Haustiere (zwei Folgen)
- 1975: Der Kommissar (eine Folge)
- 1977: Die Unternehmungen des Herrn Hans (durchgehende Rolle in Serie)
- 1980: Achtung Zoll!

## Synchronrollen (Auswahl)

### Filme
- 1985: John Belushi als Eric Katz in Diane
- 1990: Gerry Becker / Bill Erwin als Polizist #1/Ed in Kevin – Allein zu Haus
- 1991: Seymour Cassel als Pater Bonotto in Die wahren Bosse – Ein teuflisches Imperium
- 1998: Larry David als Studio Executive in Jackpot – Krach in Atlantic City
- 1999: Maury Chaykin als Bailey Pruitt in Mystery – New York: Ein Spiel um die Ehre
- 2004: Michel Duchaussoy als Le Clochard in Die Brautjungfer

### Serien
- 1993: Thomas Kopache als Sam Drucker in Law & Order
- 1994: Dan Castellaneta als Jack Marley in Die Simpsons
- 1996: Robert Cornthwaite als Hives in Cheers
- 1997: Philippe Leroy als Duvall in Zwei Engel mit vier Fäusten
- 2003: Richard Erdman als Mr. Callahan in Für alle Fälle Amy

## Regie

### Volkstheater im Sonnenhof, München
- 1965: Lottchens Geburtstag (Ludwig Thoma)
- 1966: Die Kinder (Hermann Bahr) mit Michael Ande und Rainer Basedow
- 1966: Moral (Ludwig Thoma) mit Klaus Krüger
- 1966: Sturm im Wasserglas (Bruno Frank) mit Rosl Günther und Hans Stadtmüller
- 1967: Diener zweier Herren (Carlo Goldoni) mit Mogens von Gadow und Ursula Mellin
- 1967: Liebelei (Arthur Schnitzler) mit Michael Ande und Margit Herschmann
- 1967: Jonny Belinda (Elmer Harris) mit Isolde Miler
- 1968: Die Provinzlerin (Iwan Turgenjew)
- 1968: Der Bär (Anton Tschechov) und Der Heiratsantrag (Anton Tschechov) mit Wolf Euba und Rolf Ederer
- 1968: Verlorene Liebesmüh (William Shakespeare) mit Isolde Miler, Peter Mönch, Ulrich Bernsdorff, Harald Schreiber, Oswald Kneip
- 1969: Die leichten Herzens sind (Emlyn Williams) mit Richard Bohne, Gustl Datz, Trude Breitschopf, Elisabeth Brams, Helga Endler
- 1970: Lottchens Geburtstag (Ludwig Thoma) mit Erika Blumberg, Veronika Faber und Rolf Ederer
- 1970: Alter schützt vor Torheit nicht (Paul Osborn) mit Maria Stadler, Adele Hoffmann und Trude Breitschopf
- 1971: Das lebenslängliche Kind (Erich Kästner) mit Erik Jelde, Veronika Faber, Georg Lehn, Thorwald Lössl
- 1977: Erster Klasse (Ludwig Thoma) mit Harald Schreiber, Oskar Eckmüller, Peter Steiner, Wolfgang Weber

### Landestheater Salzburg
- 1967: Der Opernball (Musik von Richard Heuberger) mit Annelies Hückl und Robert Granzer
- 1971: Das Glas Wasser (Augustin Eugene Scribe) mit Johannes Schütz, Uta-Maria Schütze, Evi Servaes
- 1971: Kabale und Liebe (Friedrich Schiller) mit Gerhard Balluch, Antje Geerk, Rosemarie Schrammel
- 1972: Schwester George muss sterben (Frank Marcus) mit Evi Servaes, Gerti Gordon, Ilse Hanel, Augusta Ripper
- 1972: Weh dem der lügt ( Franz Grillparzer) mit Robert Hauer-Riedl, Gerhard Balluch, Sylvia Manas
- 1973: Die kluge Närrin (Lope de Vega) mit Rosemarie Schrammel, Bernd Stephan, Götz Kauffmann
- 1973: Meine Frau erfährt kein Wort (George Axelrod) mit Gerti Gordon
- 1973: Tartuffe (Moliere) mit Rolf Hartmann, Michael Kiurina, Rosemarie Schrammel

### Off-Off-Theater, München
- 1978: Von Mäusen und Menschen (John Steinbeck) mit Peter Thom, Michael Gahr, Klaus Krüger, Maddalena Kerrh
- 1979: Gemischtes Doppel (Pinter – Sounders – Ayckbourn u. a.) mit Jutta Wachsmann, Josef Schwarz, Fritz Korn
- 1987: Kennen Sie die Milchstraße? (Karl Wittlinger) mit Michael Bideller, Michael Gahr, Maddalena Kerrh

### Theater Die kleine Freiheit, München
- 1977: Ein netter Herr (Norman Krasna), Gastspiel der Lore Bronner-Bühne mit Thomas Reiner, Ruth Niehaus, Elisabeth Brams, Lore Bronner
- 1979: Jean (Ladislaus Bus-Fekete), Gastspiel der Lore Bronner-Bühne mit Wolf Ackva, Fee von Reichlin, Yvonne Brosch, Monika Rasky
- 1979: Die Maus (Philip King u. Falkland L. Cary), Gastspiel Lore Bronner Bühne mit Monika Rasky, Horst Kummeth, Gardy Granass, Wolf Ackva, Frithjof Vierock
- 1983: Der Mustergatte (Avery Hopwood) mit Dieter Augustin, Helga Lehner, Klaus Krüger, Margot Mahler, Sky du Mont
- 1986: Eine Villa in Nizza (Miguel Mihura), Gastspiel Lore Bronner Bühne mit Edith Teichmann, Wolf Ackva, Herbert Weicker
- 1988: Der Raub der Sabinerinnen (Franz und Paul v. Schönthan), Gastspiel der Lore Bronner-Bühne mit Wolf Ackva, Eleonore Daniel, Wolfgang Uhl, Helga Lehner, Edi Bierling, Dieter Brammer

### Lore Bronner Bühne, München
- 1977: Ein netter Herr (Norman Krasna) mit Thomas Reiner, Ruth Niehaus, Elisabeth Brams, Lore Bronner
- 1978: Die Maus (Philipp King u. Falkland L.Cary) mit Horst Kummeth, Frithjof Vierock, Marie-Luise Nagel
- 1978: Jean (Ladislaus Bus-Fekete) mit Wolf Ackva, Fee von Reichlin, Yvonne Brosch, Monika Rasky
- 1980: Fröhliche Geister (Noël Coward) mit Holger Petzold, Eva Kinsky, Lore Bronner
- 1981: Das ist der Gipfel (Hans Breinlinger) mit Wolf Ackva, Viktoria Brams
- 1981: Die lustigen Frauen von Windsor (freie Neufassung von Franz Rothe) mit Ado Riegler, Yvonne Brosch, Lore Bronner, Edeltraud Schlaugieß
- 1981: Der Mustergatte (Avery Hopwood) mit Dieter Augustin, Helga Lehner, Klaus Krüger, Margot Mahler, Sky du Mont
- 1982: Zum goldenen Anker (Marcel Pagnol) mit Dieter Brammer, Franziska Stömmer
- 1982: Die ist nicht von gestern (Garson Kanin) mit Olivia Pascal, Lothar Mann, Michael Brennicke, Werner Zeussel, Marion Sawatzki
- 1982: Fanny (Marcel Pagnol) mit Dieter Brammer, Horst Kummeth, Franziska Stömmer
- 1983: Die Freier (Joseph von Eichendorff) mit Edeltraud Schlaugieß, Margot Mahler, Klaus Krüger, Herbert Weicker, Tonio von der Meden
- 1984: Der Geizige (Moliere) mit Dieter Brammer, Edeltraud Schlaugieß, Daniel del Ponte
- 1984: Kleines Hotel (Rex Frost) mit Johanna Baumann, Elisabeth Brams, Eva Astor, Anke Syring, Ado Riegler
- 1985: Katzenzungen (Miguel Mihura) mit Alexander Stephan, Fee von Reichlin, Helga Lehner, Sandra White
- 1985: Eine Villa in Nizza (Miguel Mihura) mit Edith Teichmann, Wolf Ackva, Herbert Weicker
- 1986: Der widerspenstige Heilige (Paul Vincenr Caroll) mit Ado Riegler, Margot Mahler, Wolfgang Uhl, Herbert Weicker
- 1987: Die Lokalbahn (Ludwig Thoma) mit Dieter Brammer, Eleonore Daniel, Egon Biscan, Edi Bierling, Werner Zeussel
- 1988: Weh dem der lügt (Franz Grillparzer) mit Dieter Brammer, Christoph Engel, Werner Zeussel
- 1988: Der Raub der Sabinerinnen (Franz und Paul v. Schönthan), mit Wolf Ackva, Eleonore Daniel, Wolfgang Uhl, Helga Lehner, Edi Bierling, Dieter Brammer, Stephan Hoffmann, Britta Jarmers
- 1989: O Wildnis (Eugene O’Neill) mit Dieter Brammer, Helen von Münchhofen
- 1989: Sonntag in New York (Norman Krasna) mit Karin Thaler, Zoltan Paul

### Weitere Inszenierungen
- 1972: Kabale und Liebe (Friedrich Schiller), Stadttheater Aachen mit Detlev Greisner, Ingrid Oesterhelt
- 1974: Die Landstreicher (Carl Michael Ziehrer), Südostbayer. Städtebundtheater Passau. Musikalische Leitung Gerd Uecker, mit Hannelore Schwendy, Udo Wolfgang Stoll
- 1974: Gasparone (Carl Millöcker), Südostbayer. Städtebundtheater Passau mit Ida Schreiner, Hubert Bischof, Monika Harz
- 1975: Wie man Hasen jagt (Georges Feydeau), Theater Trier mit Günther Reim, Monika Madras, Clemens Kuntzsch
- 1975: Katharina Knie (Carl Zuckmayer), Theater Trier, Günther Reim, Annemarie Remy
- 1976: Der Mikado (Arthur Sullivan), Südostbayer. Städtebundtheater Passau mit Fritz Korn
- 1976: Pippi Langstrumpf (Astrid Lindgren), Tribüne der Jugend / Theater am Dom Köln, mit Suse Kaufmann
- 1976: Der Vetter aus Dingsda  (Eduard Künneke), Südostbayer. Städtebundtheater Passau mit Dietger Grosz, Bernhard Bruckboeg
- 1976: Von Mäusen und Menschen (John Steinbeck), Theater im Burgenland mit Christine Schuberth, Götz Kauffmann, Peter Thom
- 1976: Fahr’n ma Euer Gnaden (Oskar Weber), Deutsches Theater München, mit Ferry Gruber, Joseph Saxinger, Gerhart Lippert, Herta Staal
- 1977: Der Waffenschmied (Albert Lortzing), Südostbayer. Städtebundtheater Passau, mit Robert Nagerl, Patricia Schilling, Helmut Kramer, Kurt Weikert
- 1978: Im weißen Rößl (Ralph Benatzky), Südostbayer. Städtebundtheater Passau. Musikalische Leitung Gerd Uecker, mit Dietger Grosz, Maria Michels, Josef Schwarz
- 1979: Wirtshaus im Spessart (Hoffmann/Gutbrod/Grothe), Landestheater Schwaben, Memmingen mit Monica Schweitzer, Bert Müller-Kopp
- 1980: An Bord (Karl Valentin u. a.), Bairisches Raritätentheater, München mit Hansi Zacher, Georg Blädel, Wolfgang Weber
- 1980: Brautschau (Ludwig Thoma, Karl Valentin, Gerhard Polt u. a.) Bairisches Raritätentheater, München, mit Georg Blädel, Monika Dahlberg, Thekla Mayhoff
- 1980: Der Strohwitwer (Centa Schneider und Oskar Weber), Bairisches Raritätentheater, München mit Edi Bierling, Christiane Blumhoff, Gery Müller, Franziska Stömmer
- 1980: Die Maus (Philip King u. Falkland L. Cary), Hansa Theater, Berlin mit Corinna Genest, Günter Kieslich, Hilde Sessak, Buddy Elias
- 1981: Die Maus (Philip King u. Falkland L. Cary), Tournee-Theater „Die Scene“ mit Gardy Granass, Frithjof Vierock, Monika Rasky
- 1983: In Bayern geh’n die Uhren anders (Ludwig Thoma, Helmut Zöpfl, Werner Schlierf, Gerhard Polt u. a.), Bairisches Raritätentheater, München mit Edi Bierling, Monika Rasky, Christiane Blumhoff, Wolfgang Weber,
- 1983: Der himmlische Dienstmann (Polt u. a.), Bairisches Raritätentheater, München
- 1986: Sooch halt wos (Fitzgerald Kusz), TamS-Theater am Sozialamt München mit Elisabeth Welz und Dieter Augustin
- 1988: Ach du lieber Himmel (Jürgen Hörner), Bayerische Komödie am Tegernsee mit Ossi Eckmüller, Werner Zeussel, Gerhard Wittmann, Eva Hatzelmann
- 1990: Das Geld liegt auf der Bank (Flatow), Die Komödie, Frankfurt mit Georg Thomalla, Jenny Jürgens, Nora von Collande, Eckart Dux
- 1990: Das Geld liegt auf der Bank, Theater am Kurfürstendamm, Berlin mit Georg Thomalla, Nora von Collande, Lutz Reichert, Utz Richter